# Mạ mân
Mạ mân (danh pháp: Aganope balansae) là một loài thực vật có hoa trong họ Đậu. Loài này được Phan Kế Lộc miêu tả khoa học đầu tiên năm 1994.